# 维也纳中站
維也納中站（德語：Bahnhof Wien Mitte）是奧地利首都維也納的一個火車站。自維也納市中心前往維也納國際機場的城市機場列車也從這裡發車。維也納中站發出的列車主要為短途列車。除了奧地利國營鐵道之外，維也納中站也是維也納地鐵的車站。

## 外部連結
维基共享资源上的相關多媒體資源：维也纳中站
- Projekt Wien Mitte （页面存档备份，存于） （德文）
- Einkaufszentrum Wien Mitte （页面存档备份，存于）, the shopping centre at the station （德文）